# Panzerhaubitze 2000
El Panzerhaubitze 2000, de l'alemany obús blindat 2000 i sovint abreviat com a PzH 2000, és una peça d'artilleria autopropulsada d'origen alemany. Va ser desenvolupat a finals de la dècada dels 80 per Krauss-Maffei Wegmann i Rheinmetall, després del fracàs del projecte SP-70. Amb l'objectiu de substituir ràpidament els desfasats obusos M109 amb una alternativa pròpia, es va fer servir el mateix xassís que pel tanc Leopard 2.
El PzH 2000 està equipat amb un potent obús de 155 mm i 52 calibres de longitud, amb un abast efectiu de 30 km o 41 km, fent servir munició convencional o assistida, respectivament. Aquesta peça, en combinació amb un ràpid autocarregador i un complet equipament electrònic, permet dur a terme impactes múltiples simultanis. Tot aquest conjunt va protegit a dins d'un pesant blindatge, amb una torreta d'alumini i un buc d'acer, impulsat amb un motor dièsel turboalimentat de 986 cavalls.
La bona combinació de factors fa destacar el PzH 2000 com una de les peces d'artilleria autopropulsades més modernes del món. Tot i que inicialment l'exèrcit alemany disposava de 185 models, alguns es van vendre o deixar en reserva i l'any 2017 només 101 estaven en actiu. A més a més el panzerhaubitze 2000 ha estat exportat a Croàcia, Grècia, Itàlia, Lituània, els Països Baixos i Qatar. A la Guerra de l'Afganistan, el PzH 2000 va ser desplegat l'any 2006 i ha estat usat extensivament contra els talibans.

## Disseny i producció
Durant la Segona Guerra Mundial l'artilleria autopropulsada va demostrar ser molt útil, ja que podia seguir el ritme del front i podia esquivar fàcilment el foc de contrabateria. Tot i això els models de l'època eren vulnerables als atacs aeris i als agents NBQ, ja que sovint tenien el sostre descobert, i a més a més tenien una capacitat de gir limitada. La introducció de l'obús autopropulsat M109 dels EUA a la dècada dels 60 va ser un avenç pioner, i es convertiria en la principal peça d'artilleria mòbil de molts estats de l'OTAN.
Alemanya, Itàlia i el Regne Unit van fer servir obusos M109, però els sistemes havien estat dissenyats a la dècada dels 50 i no es preveia que poguessin adaptar-se a les necessitats futures. En plena Guerra Freda, i considerant els requeriments pel tombant de segle, els tres estats van descartar intentar millorar els seus M109; es va considerar inviable canviar l'armament per doblar-ne l'abast tot millorant la protecció i mobilitat del vehicle alhora.
El 1973, es va iniciar el projecte SP70 de forma trilateral entre Alemanya, Itàlia i el Regne Unit. El 1976 es van fabricar 5 prototips que es van sotmetre a una rigorosa fase de proves. Per comprovar la mobilitat en diferents terrenys i climatologies, un prototip va recórrer una distància de 8.600 km al Regne Unit i 2.400 km a Noruega, mentre un altre model es desplaçava durant 1.600 km a Sardenya. Els models de prova també van disparar uns 2.300 projectils per analitzar-ne l'armament.
Tot i arribar a una fase de desenvolupament tan avançada, el projecte s'acabaria cancel·lant a finals de la dècada dels 80. Aleshores, l'exèrcit alemany va decidir sol·licitar el disseny d'un obús autopropulsat a les empreses nacionals, aprofitant l'experiència de l'SP70 i del Leopard 2. Krauss Maffei-Wegmann i Rheinmetall es van unir i, després de fabricar uns prototips i superar la frase de prova, l'any 1996 el seu model seria acceptat i se'n faria una comanda inicial de 185 unitats.

## Característiques
El buc del PzH 2000 està basat en el xassís del tanc Leopard 2, però la configuració és diferent. Per poder allotjar la peça d'artilleria, el grup motopropulsor s'ha desplaçat a la part frontal esquerra. El buc està fet d'acer amb mòduls de blindatge compost, que ofereixen una gran protecció. Per altra banda la torreta és molt àmplia i està feta d'alumini. El conductor del blindat va situat al davant, a la dreta del motor. La resta de la tripulació va a dins la torreta: el cap de la peça va a la dreta, el tirador a l'esquerra i els dos carregadors al darrere de tot. Tot i que només es necessiten 3 soldats per funcionar l'obús, els carregadors són opcionals, generalment es manté una tripulació de 5 persones.

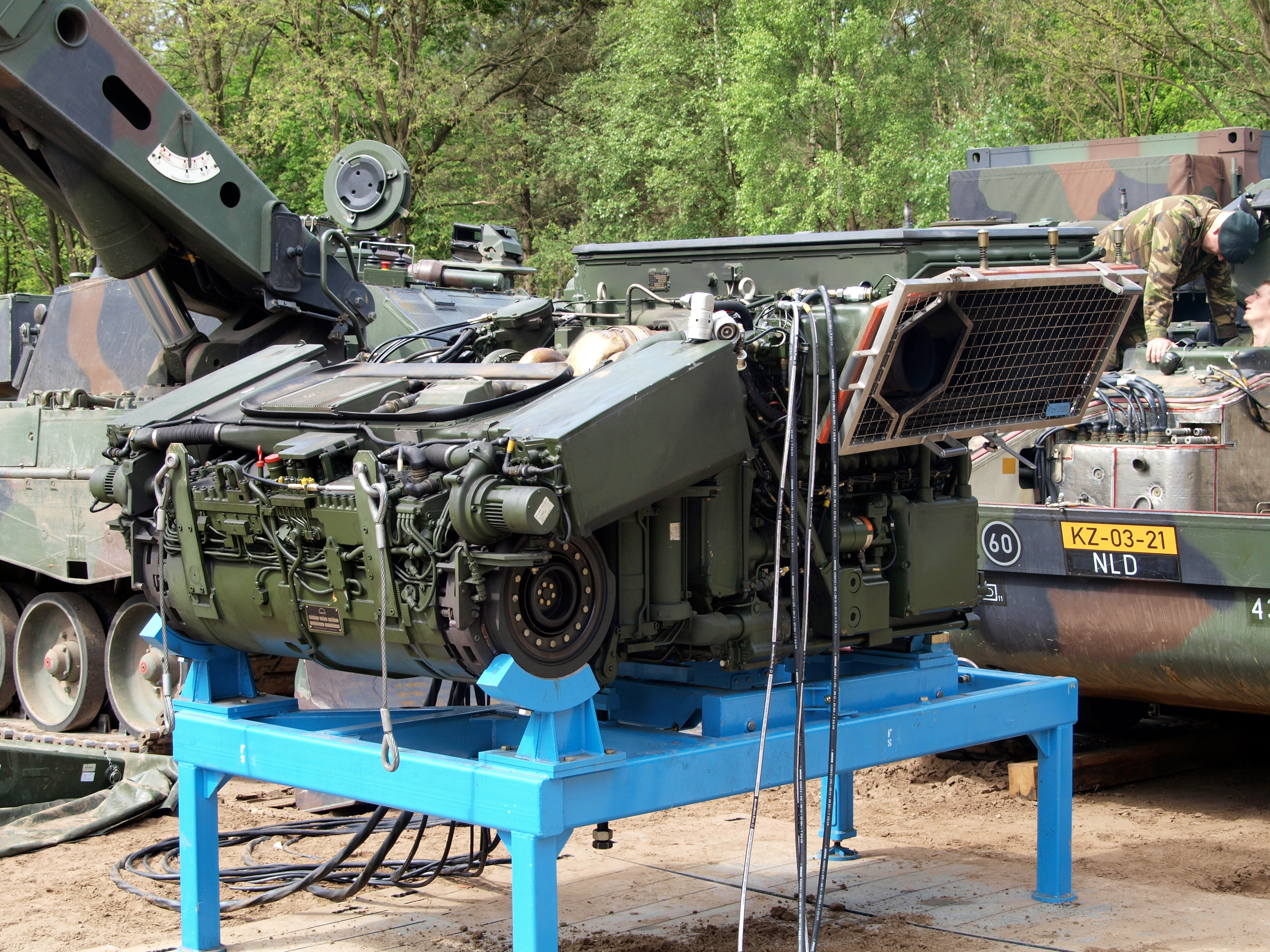
El motor d'un Panzerhaubitze 2000 neerlandès desmuntat.

El xassís està impulsat per un motor dièsel turboalimentat de 8 cilindres de 986 CV de potència a 2.600 rpm, designat MTU 881 Ka-500. Aquest motor està acoblat a una transmissió Renk HSWL 284 C que ofereix quatre velocitats endavant i endarrere. La suspensió es basa en barres de torsió i a més a més hi ha reguladors de fricció a l'alçada de la primera, segona, tercera, sisena i setena rodes. Per altra banda, el tren de rodatge consta de set rodes de rodament amb llantes de cautxú, la roda tractora al darrere, la tensora al davant i tres corrons de retorn. Cada cadena consta de 82 baules amb connectors terminals de cautxú, les baules també disposen de sabates desmuntables de cautxú per circular per carretera sense malmetre l'asfalt. Aquest conjunt permet assolir al PzH 2000 velocitats de 61 km/h per carretera, o 45 km/h camp a través, superant pendents del 50%, obstacles verticals d'un metre, o trinxeres de 3 m amb una autonomia de 420 km amb el dipòsit de 503 L ple.
L'armament principal és un obús Rheinmetall de 155 mm i 52 calibres de llarg, amb una elevada cadència de tir. De forma puntual pot disparar 3 projectils en 9 segons o 10 canonades en 1 minut. Per no sobreescalfar el tub, generalment la cadència es redueix a 3 canonades per minut. El PzH 2000 pot transportar fins a 60 projectils, i 288 càrregues de pólvora, que s'aprovisionen de forma automàtica. En menys de dotze minuts es poden carregar tots els obusos, gràcies a un sistema que transfereix les municions des de la part posterior de la torre fins a l'emmagatzematge situat a la part central del buc. Els projectils provenen d'un vehicle municionador especial. La munició també es carrega de forma automàtica al tub amb un empenyedor pneumàtic accionat elèctricament, que introdueix l'obús a la recambra del canó. Simultàniament un sistema d'inducció regula l'espoleta en el cas que es programi el moment exacte de la detonació. Aquesta operació també es pot dur a terme, més lentament, de forma manual.

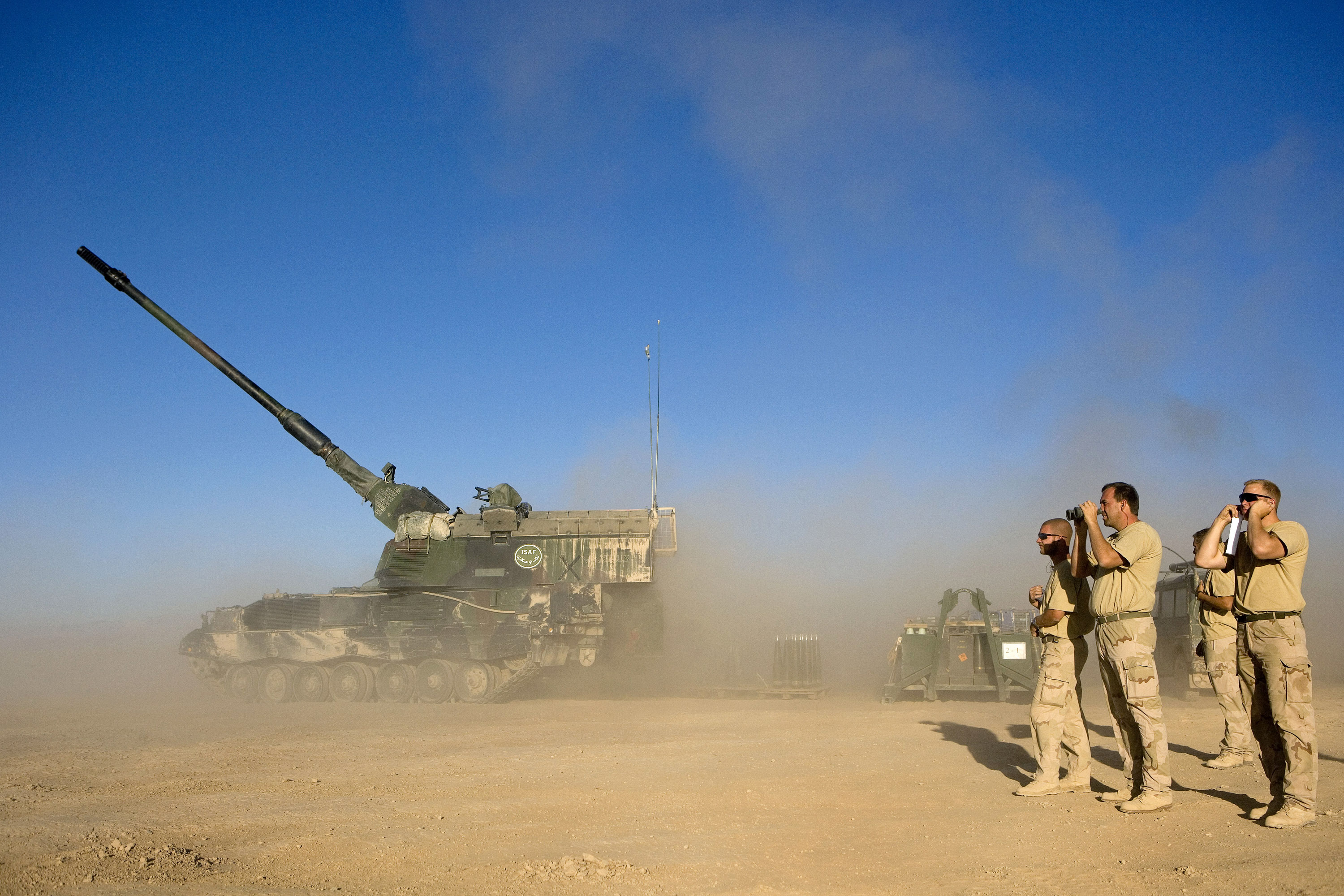
Un PzH 2000 neerlandès disparant contra posicions talibanes durant la batalla de Chora el 16 de juny del 2007.

El canó és compatible amb tots els projectils i càrregues de l'OTAN, però generalment es fa servir una munició que utilitza un nou sistema de càrregues modulars que combina fins a sis elements per obtenir un abast de 30 km amb munició convencional L15A2. Utilitzant projectils assistits, generalment RH 40 base-bleed de Rheinmetall, pot arribar fins a 41 km.
La torre està accionada elèctricament i pot girar 360° amb una elevació que va des dels -2,5º fins als +65º. El sistema de direcció de tir proporciona les dades perquè la peça adquireixi automàticament l'elevació necessària per batre l'objectiu. Per fer-ho considera diversos factors, com per exemple la temperatura exterior o la velocitat de sortida de cada canonada, però el més important és la posició del propi obús. Aquesta dada es calcula amb un sistema de navegació híbrid (GPS i inercial) d'alta precisió. A través de la ràdio, el PzH 2000, també pot rebre dades calculades externament mentre el vehicle està en moviment i aturar-se per disparar una sola canonada fent servir aquesta informació.

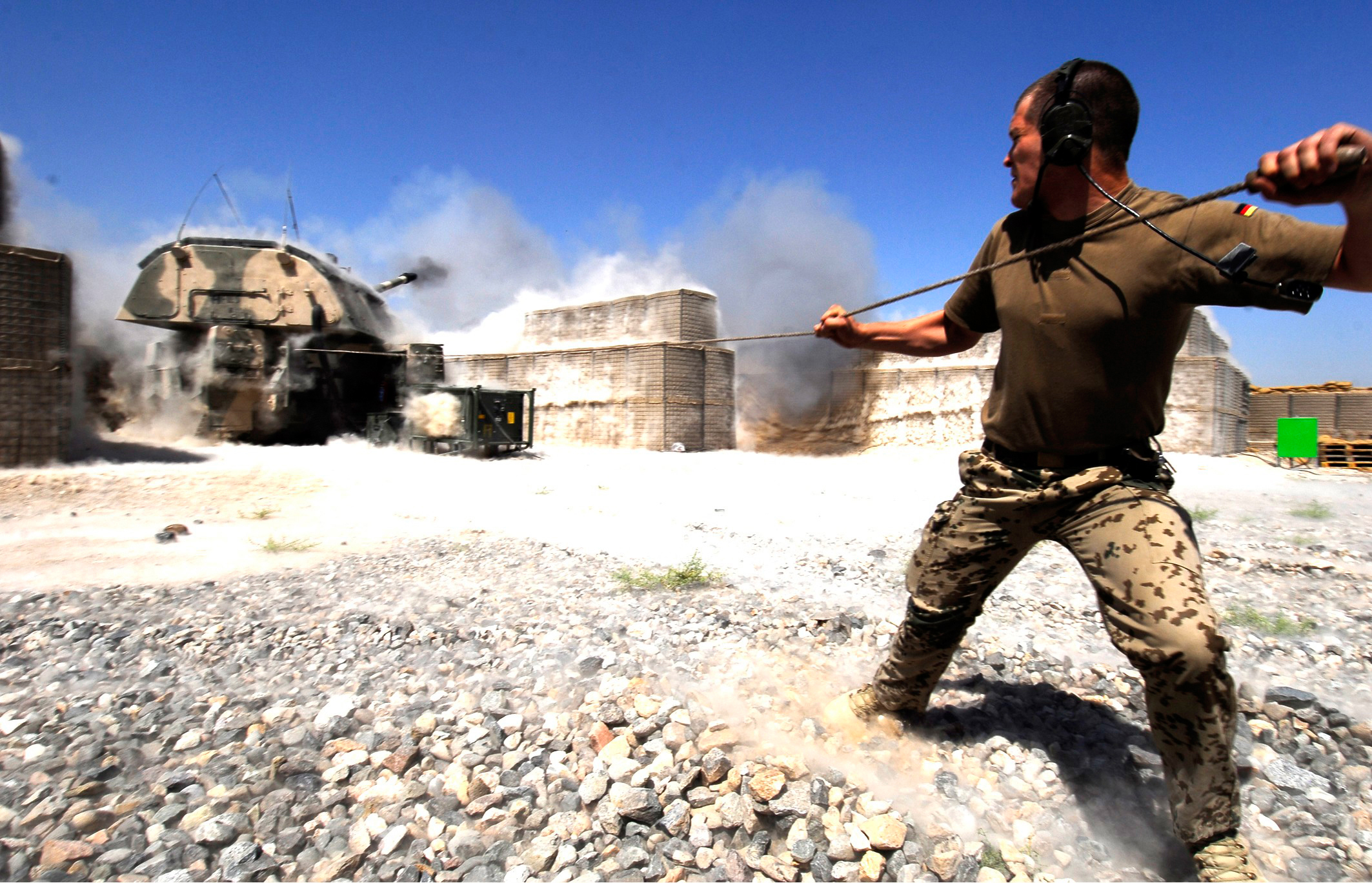
Un artiller de l'exèrcit alemany dispara un Panzerhaubitze 2000 des de fora del vehicle a l'Afganistan l'any 2010.

Una notable característica del Panzerhaubitze 2000 és que pot realitzar múltiples impactes simultanis (MRSI, multiple-round simultaneous impact). Variant automàticament l'angle de tir i la càrrega de pólvora es poden arribar a disparar 5 projectils que impacten contra la mateixa posició simultàniament, a una distància d'uns 17 km.
Per dirigir l'obús el cap de peça disposa d'un periscopi panoràmic Leica PERI-RTNL 80 a sobre el sostre de la torreta, amb un canal diürn i nocturn. També disposa d'un telèmetre, que li permet designar els objectius amb la protecció del blindatge. A més a més també té una escotilla a sobre la torreta per observar manualment. El conductor també disposa de periscopis i una escotilla a sobre seu. L'artiller també té una escotilla a sobre, amb una petita espitllera a l'esquerra per observar abans de sortir, amb una metralladora MG 3 de calibre 7,62. Al darrere del tot de la torreta hi ha diferents accessos a la torre.

## Servei

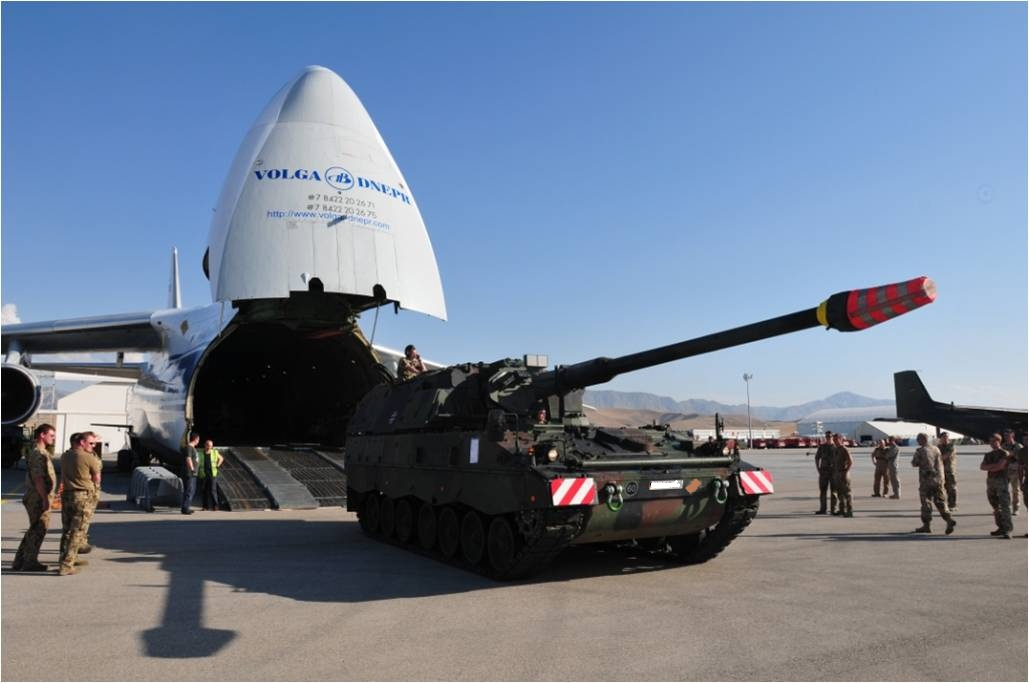
Desembarcament d'un PzH 2000 alemany a l'Afganistan d'un avió Antónov An-124 l'any 2010.

Inicialment el Panzerhaubitze 2000 va entrar en servei a l'exèrcit amb 185 peces, entregades entre l'any 1998 i 2002. Anys més tard es van vendre 16 d'aquests vehicles a Croàcia i 21 a Lituània, només 101 PzH 2000 continuaven en servei a l'exèrcit alemany l'any 2017. Per altra banda, un consorci italià liderat per Oto Melara va produir-ne 70 unitats localment per l'exèrcit italià entre l'any 2002 i 2009. Grècia també n'encarregaria 24 unitats l'any 2001, que s'entregarien entre el 2003 i 2004. Els Països Baixos van importar-ne 57 models entre els anys 2004 i 2009. Finalment, Qatar en va encarregar 24 l'any 2013.
Els Països Baixos van ser el primer estat en fer entrar en combat un Panzerhaubitze 2000, durant la Guerra de l'Afganistan. Com a part de l'ISAF, l'any 2006, es desplegarien alguns PzH 2000 neerlandesos que donarien suport a l'Operació Medusa canadenca. Va ser utilitzat extensivament a la província de Kandahar des d'aleshores. Tot i ser apreciat per les tropes, que li van donar el malnom del braç llarg de l'ISAF, va presentar problemes amb el sistema NBQ, no adaptat al clima. També s'hi va afegir blindatge al sostre per oferir protecció addicional contra projectils de morter talibans.
L'any 2010 l'exèrcit alemany també enviaria alguns PzH 2000 a l'Afganistan, que van entrar en combat per primera vegada el juliol del 2010, donant cobertura durant la recuperació d'un blindat atacat pels talibans.